# Postkoloniale Theologie
Die postkoloniale Theologie ist die Anwendung postkolonialer Kritik auf die christliche Theologie.

## Grundzüge
Postkoloniale Theologen argumentieren, dass die dominierende westliche Form des Christentums in der Vergangenheit durch den europäischen Kolonialismus bestimmt, geformt und definiert wurde. Diese Prägung impliziere und verstärke Vorstellungen wie Eurozentrismus, koloniale Ausbeutung und die Überlegenheit europäischer Werte und Kultur. Daher sei eine kritische Untersuchung notwendig, und alternative Interpretationen zu kolonial gefärbten Narrativen müssten entwickelt werden. Dies geschieht durch eine Neubewertung der Frage, wie indigene Kulturen zur Theologie und Bibelwissenschaft beitragen können. Postkoloniale historische Methoden beginnen mit der Nachverfolgung der Entwicklung der dominanten Narrative, gefolgt von einer kritischen Neubewertung der Quellen und der Historiografie dieser Narrative und der Konstruktion neuer, alternativer Darstellungen. Besonders relevant ist dies für die Missionsgeschichte, da diese oft Schwierigkeiten hat, westliches Engagement und lokale Kirchen aus einer egalitären Perspektive zu behandeln. Die Postkoloniale Theologie knüpft an die Erkenntnisse postkolonialer Theorien an und beginnt in den 1990er Jahren.
Zu den bekanntesten Vertretern zählen R. S. Sugirtharajah, Fernando Segovia, Musa Wenkosi Dube, Wai-Ching Angela Wong, Kwok Pui-lan und Mayra Rivera.

## Bibelkritik
Angesichts der Ähnlichkeiten mit literarischen Analysen überrascht es nicht, dass die Bibelwissenschaft das erste Feld innerhalb der christlichen Studien war, das postkoloniale Kritik anwandte. Mit postkolonialen Methoden nimmt die Bibelwissenschaft Fragen von „Expansion, Dominanz und Imperialismus“ in den Blick, um bestehende biblische Interpretationen zu untersuchen und neue Narrative zu entwickeln. Indigene nicht-westliche Ansätze zur Theologisierung der Bibel, die zuvor unter kolonialen Kontexten zugunsten europäischer Methoden vernachlässigt wurden, werden nun neu bewertet. Ziel ist es, die Bibel für die kolonisierten Kulturen auf deren eigene Weise verständlich zu machen. Traditionelle Felder wie Übersetzung, Exegese und Hermeneutik in der Bibelwissenschaft müssen vor dem Hintergrund der postkolonialen Kritik neu überdacht werden, wobei nicht-westliche Perspektiven stärker berücksichtigt werden sollen.
R. S. Sugirtharajah, einer der führenden Verfechter der postkolonialen Bibelwissenschaft, skizzierte in seinem Buch The Bible and the Third World drei hermeneutische Ansätze, die nach dem Kolonialismus entstanden: den einheimischen oder volkssprachlichen Ansatz, den Befreiungsansatz und den postkolonialen Ansatz.

## Strömungen
Angesichts ihrer kurzen Geschichte steht die postkoloniale Theologie noch am Anfang ihrer Entwicklung. R. S. Sugirtharajah argumentiert, dass ihre Entfaltung durch die westliche Zurückhaltung gebremst wird, die theologischen Implikationen des kolonialen Imperialismus zu analysieren.
Nichtsdestotrotz haben Theologen aus kolonisierten, nicht-westlichen Regionen wie C. S. Song und Chung Hyun Kyung schon lange mit Reflexionen oder sogar Widerstand gegen den kolonialisierenden Westen theologisch gearbeitet. Retrospektiv könnten diese Theologien unter postkoloniale Theologie eingeordnet werden. Geografisch könnten sie auch nach den drei Hauptkontinenten Afrika, Asien und Lateinamerika kategorisiert werden, wobei regionale Theologien auch von anderen intellektuellen Strömungen wie Befreiungstheologie oder feministischer Theologie beeinflusst sind.